# Stefan Perić
Stefan Perić (* 13. Februar 1997 in Salzburg) ist ein österreichischer Fußballspieler. Seine Eltern stammen aus Bosnien und Herzegowina.

## Karriere

### Verein
Perić schloss sich im März 2006 der Jugend des FC Red Bull Salzburg an. 2014 transferierten die Salzburger ihn zu ihrem Kooperationspartner FC Liefering. Gegen den LASK gab er am 22. August 2014 in der Ersten Liga sein Profidebüt.
Zur Saison 2015/16 wechselte Stefan Perić zur zweiten Mannschaft des VfB Stuttgart, für die er 65 Dritt- und Regionalligaspiele absolvierte.
Zur Saison 2018/19 kehrte Perić nach Österreich zurück, wo er sich dem Bundesliga-Aufsteiger FC Wacker Innsbruck anschloss. Sein Vertrag lief bis Juni 2020. Mit Wacker musste er zu Saisonende aus der Bundesliga absteigen.
Daraufhin wechselte er zur Saison 2019/20 zum Bundesligisten Wolfsberger AC, bei dem er einen bis Juni 2021 laufenden Vertrag erhielt. In zwei Spielzeiten bei den Kärntnern kam er zu sieben Bundesligaeinsätzen. Zur Saison 2021/22 wechselte der Verteidiger nach Kroatien zum HNK Šibenik. Mit Šibenik stieg er 2023 aus der 1. HNL ab, 2024 gelang als Meister der 2. HNL aber der Wiederaufstieg. In der Saison 2024/25 folgte für Šibenik dann wiederum der direkte Wiederabstieg. Insgesamt kam er für den Verein zu 113 Ligaeinsätzen.
Nach dem erneuten Abstieg wechselte Perić zur Saison 2025/26 zum Erstligisten HNK Gorica.

### Nationalmannschaft
Mit der österreichischen U-16-Nationalmannschaft trat Perić im September 2012 gegen die Slowakei und im folgenden Monat zwei Mal gegen Deutschland an. Für die österreichische U-17-Nationalelf spielte er bei der U-17-Europameisterschaft 2013 und der U-17-Weltmeisterschaft 2013. Perić nahm mit der U-19-Nationalmannschaft Österreichs an den U-19-Europameisterschaften 2015 und 2016 teil.
Im März 2019 debütierte er gegen Spanien für die U-21-Auswahl.